# Nes, Buskerud
Nes este o comună din provincia Buskerud, Norvegia.